# Mario Tamagno
Mario Tamagno (né le 19 juin 1877 à Turin et mort en 1941) est un architecte italien connu pour ses réalisations en Thaïlande.

## Biographie
Mario Tamagno naît le 19 juin 1877 à Turin (royaume d'Italie), et étudie à l'Accademia Albertina, pour devenir architecte. Il s'installe à Bangkok en 1900, et est rejoint en 1907 par Annibale Rigotti. Il meurt en 1941. 

## Réalisations
En Thaïlande, il réalise la gare Hua Lamphong, le pont Makkhawan Rangsan (en), le Mandarin Oriental, la Siam Commercial Bank, Talat Noi Branch (en), le manoir Phitsanulok (en), le palais Bang Khun Phrom (en), la salle du trône Abhisek Dusit (en), la bibliothèque Neilson Hays (en),, le Wat Benchama Bophit, l'église Santa Cruz (en) et la salle du trône du palais Phaya Thai (en). Il réalise également le pavillon siamois de l'exposition universelle de 1911.